# George Cakobau
Ratu Sir George Kadavulevu Cakobau, né le 6 novembre 1912 à Nabouwalu dans la province de Bua (Fidji) et mort le 25 novembre 1989 à Suva (Fidji), est un grand chef autochtone et homme d'État fidjien. Il est le premier autochtone à exercer la fonction de gouverneur général des Fidji, de 1973 à 1983.

## Biographie

### Jeunesse
George Cakobau naît le 6 novembre 1912 à Nabouwalu dans la province de Bua aux Fidji, il est l'arrière-petit-fils de Ratu Seru Epenisa Cakobau, premier et dernier roi autochtone des Fidji de 1871 à 1874, et le fils de Ratu Pope Seniloli. Issu ainsi de l'une des principales lignées aristocratiques des Fidji, George Cakobau hérite en 1960 du titre de Vunivalu, grand chef de la confédération Kubuna, le plus important des titres coutumiers de l'archipel.
Éduqué au Newington College, école méthodiste en Nouvelle-Galles du Sud ouverte aux enfants de grands chefs fidjiens et tongiens notamment, puis au Collège technique de Wanganui en Nouvelle-Zélande, il se distingue comme étudiant par ses talents au rugby à XV, au cricket et en athlétisme. Il est ensuite un temps le capitaine et demi d'ouverture de l'équipe des Fidji de rugby à XV. Avant la première tournée de l'équipe fidjienne en Nouvelle-Zélande en 1939, il souhaite que les Fidjiens puisse répondre au haka des Néo-Zélandais. Il s'en réfère à Ratu Bola, chef du clan Navusaradave du l'île de Bau, qui apprend aux joueurs le cibi, un meke (danse rituelle). Les Fidjiens dansent ainsi pour la première fois le cibi sous la direction de George Cakobau, et remportent, invaincus, sept de leurs huit matchs contre différentes équipes néo-zélandaises. Le cibi est, depuis, pratiqué à chaque début de match de l'équipe nationale,,.
George Cakobau intègre les Forces armées fidjiennes durant la Seconde Guerre mondiale, et est déployée aux îles Salomon dans le cadre de la campagne des Alliés contre les Japonais. Après la guerre, il est vice-capitaine de l'équipe nationale fidjienne (en) de cricket, le capitaine étant Philip Snow (en). Dans le même temps, en tant que descendant du roi Seru Cakobau, c'est à lui que revient le rôle de représenter les signataires de l'Acte de Cession de 1874 lors des commémorations officielles de la signature de cet Acte par lequel les chefs fidjiens avaient cédé l'archipel à la Couronne du Royaume-Uni.

### Carrière administrative et politique
En 1951, sur proposition du Grand Conseil des chefs, le gouverneur Sir Brian Freeston le nomme membre du Conseil législatif de la colonie, à la suite du décès du Ratu George Toganivalu. En 1953 il est fait officier de l'ordre de l'Empire britannique à l'occasion des festivités pour le couronnement d'Élisabeth II. Il est reconduit continuellement au Conseil législatif jusqu'à l'indépendance de la colonie.
En 1962 il devient commissaire aux terres autochtones dans l'administration autochtone de la colonie britannique que sont alors les Fidji. En 1967 la colonie accède à un statut de gouvernement responsable. En janvier 1970, Ratu George Cakobau succède à Ratu Penaia Ganilau comme ministre des Affaires autochtones et locales dans le gouvernement de Ratu Kamisese Mara. Le pays devient indépendant en octobre 1970, et George Cakobau est élu député de la circonscription ethnique autochtone « centre-est » à la Chambre des représentants aux élections législatives de mai 1972. À l'occasion du remaniement ministériel qui en résulte, il cède ses portefeuilles ministériels à Ratu William Toganivalu et devient ministre sans portefeuille dans le gouvernement du Premier ministre Ratu Sir Kamisese Mara. 

### Gouverneur-général
En 1973 il succède à Sir Robert Foster comme gouverneur général, c'est-à-dire comme représentant de la reine Élisabeth II, souveraine symbolique de cet État indépendant, et est alors fait chevalier par la reine. En tant que chef d'État de facto, le poste de gouverneur général est prestigieux (d'où le fait qu'il soit attribué au plus important chef coutumier du pays), mais son rôle est essentiellement cérémoniel ; c'est le Premier ministre qui exerce le pouvoir exécutif.
Ratu Sir George est toutefois amené à prendre une décision politique à l'issue des élections législatives de mars 1977. Celles-ci produisent un parlement sans majorité où le Parti de la fédération nationale (PFN), qui représente principalement la population rurale d'ascendance indienne, remporte la moitié des sièges. Le député indépendant Ratu Osea Gavidi indique qu'il accorderait sa confiance à un gouvernement PFN, permettant à ce parti de disposer d'une (très courte) majorité absolue à la Chambre des représentants. Ces résultats créent la surprise ; le système politique et électoral fidjien avait été conçu de manière à permettre aux chefs autochtones de disposer d'une majorité parlementaire, les Indo-Fidjiens ne devant constituer qu'une opposition parlementaire. Favorable à titre personnel à ce que le pouvoir politique soit exercé par des chefs autochtones, George Cakobau invite néanmoins le Parti de la fédération nationale à former un gouvernement. Le dirigeant du PFN, Siddiq Koya, est toutefois contesté par certains membres de son propre parti, qui débat durant trois jours avant d'accepter que Koya prenne la direction du gouvernement. Au troisième jour, toutefois, George Cakobau a déjà fait usage de ses pouvoirs de réserve, et a nommé Kamisese Mara, le chef du Parti de l'Alliance, Premier ministre à la tête d'un gouvernement minoritaire. L'historien fidjien Brij Lal estime que le gouverneur général a agi ainsi en considérant que « le pays n'était pas prêt pour un Premier ministre non-autochtone », la nomination de Siddiq Koya ayant pu entraîner des tensions inter-ethniques. George Cakobau n'est d'ailleurs que peu critiqué pour sa décision. La Chambre des représentants refuse toutefois sa confiance à Kamisese Mara, amenant le gouverneur général à dissoudre la Chambre et convoquer de nouvelles élections. Celles-ci confèrent une large majorité au Parti de l'Alliance.
Ratu Sir George Cakobau prend sa retraite de la vie publique en 1983, et meurt le 25 novembre 1989 à Suva. Son titre de Vunivalu n'est longtemps pas réattribué après sa mort, en raison de désaccords autour de sa succession, avant de revenir à son fils Ratu Epenisa Cakobau en 2023. L'aînée de ses enfants, Adi Samanunu Cakobau-Talakuli, sera dans les années 1990 ministre des Affaires autochtones puis haute commissaire (ambassadrice) des Fidji en Malaisie.